# 伊川津町
伊川津町（いかわづちょう）は、愛知県田原市の地名。

## 地理
旧渥美町北東部に位置する。東は江比間町、西は石神町、北は三河湾に接する。露地野菜および温室作物の生産、ノリ養殖・アサリ採取が盛んな農漁業地域である。

### 字一覧
- 現行字についての五十音順で配列している（ただし、現行字に存在しないものは末尾にまとめて掲げた）。読みはYahoo地図による[6]。明治15年当時の字は『愛知県地名収攬』463-464頁（伊川津村）による。

| 現行字                     | 明治15年当時                     |
| -------------------------- | -------------------------------- |
| 伊井新田（いいしんでん）   | 伊井新田（いいしんでん）         |
| 池下（いけした）           | 池下（いけした）                 |
| 泉（いずみ）               | 泉（いづみ）                     |
| 上地（うえじ）             | 上地（うえじ）                   |
| 大島（おおしま）           |                                  |
| 大歳（おおとし）           | 大歳（ををとし）                 |
| 大ノ内（おおのうち）       | 大之内（ををのうち）             |
| 鸚鵡石（おおむせき）       |                                  |
| 大薮（おおやぶ）           | 大藪（ををやぶ）                 |
| 沖田（おきだ）             | 沖田（をきだ）                   |
| 御屋敷（おやしき）         | 御屋敷（をやしき）               |
| 貝ノ浜（かいのはま）       | 貝之浜（かいのはま）             |
| 角田（かどた）             | 角田（かどた）                   |
| 川坂（かわさか）           | 川坂（かわさか）                 |
| 倉ケ脇（くらがわき）       | 倉ケ脇（くらがわき）             |
| 郷中（ごうちゅう）         | 郷中（ごをちう）                 |
| 五反田（ごたんだ）         | 五反田（ごたんだ）               |
| 五郎丸（ごろうまる）       | 五郎丸（ごろまあり）             |
| 小割（こわり）             | 小割（こわり）                   |
| 作兵衛（さくべい）         | 作兵衛（さくべい）               |
| 寒ケ岡（さむさがおか）     | 寒サケ岡（さむさがをか）         |
| 沢（さわ）                 |                                  |
| 下地（しもじ）             |                                  |
| 上ノ下（じょうのした）     | 上之下（しやうのした）           |
| 新田（しんでん）           | 新田（しんでん）                 |
| 砂地（すなじ）             | 砂地（すなじ）                   |
| 大本（だいほん）           | 大本（だいほん）                 |
| 月ノ木（つきのき）         | 月之木（つきのき）               |
| 手洗（てあらい）           | 手洗（てあらい）                 |
| 鳥ノ子（とりのこ）         | 鳥之子（とりのこ）               |
| 中島（なかじま）           |                                  |
| 椛（なぐさ）               | 椛（なぐさ）                     |
| 西上地（にしうえじ）       | 西上地（にしうえじ）             |
| 林（はやし）               | 林（はやし）                     |
| 原（はら）                 | 原（はら）                       |
| 稗田（ひえだ）             |                                  |
| 東上地（ひがしうえじ）     | 東上地（ひがしうえじ）           |
| 東砂地（ひがしすなじ）     |                                  |
| 仙田（ひじりだ）           | 仙田（ひしりだ）                 |
| 宝金（ほうきん）           | 宝金（ほをきん）                 |
| 細田（ほそだ）             | 細田（ほそだ）                   |
| 前田（まえだ）             | 前田（まえだ）                   |
| 峰栗（みねくり）           | 峯栗（みねくり）                 |
| 向海道（むかいかいどう）   |                                  |
| 山口（やまぐち）           | 山口（やまぐち）                 |
| 横津（よこづ）             | 横津（よこを）                   |
| 横津新田（よこづしんでん） |                                  |
| 横浜（よこはま）           |                                  |
| 四ツ道（よっつみち）       | 四ツ道（よつみち）               |
| 米太夫（よねだゆう）       | 米太夫（よねだゆう）             |
|                            | 欠ノ山（かけのやま）             |
|                            | 鴈（がん）                       |
|                            | 下宝金（しもほをきん）           |
|                            | 瀬戸畑（せどばた）               |
|                            | 膳棚（ぜんだな）                 |
|                            | 天王原（てんのをはら）           |
|                            | 仲田（なかだ）                   |
|                            | 仲溝（なかのみぞを）             |
|                            | 中原（なかはら）                 |
|                            | 西前田（にしまえだ）             |
|                            | 西向海道（にしむこをがいとを）   |
|                            | 乗越（のりこへ）                 |
|                            | 浜新田（はましんてん）           |
|                            | 八人作（はりにんさ）             |
|                            | 東原（ひがしはら）               |
|                            | 東向海道（ひがしむこをがいとを） |
|                            | 廣畑（ひろばた）                 |
|                            | 向山口（むかへやまぐち）         |

## 歴史

### 沿革
- 江戸時代 - 三河国渥美郡伊川津村として所在した[7]。当初は天領であった[7]。
- 1615年（元和元年） - 旗本間宮氏の知行地となる[7]。
- 1619年（元和5年） - 旗本戸田氏の知行地に転じる[7]。
- 1624年（寛永元年） - 神明社が創建される[8]。
- 1688年（元禄元年） - 戸田氏が大名となったことにより、大垣新田藩領となる[7]。
- 1695年（元禄8年） - 般若寺が真言宗より曹洞宗に改宗[8]。
- 1889年（明治22年） - 町村制施行による合併に伴い、泉村大字伊川津となる[8]。
- 1937年（昭和12年） - 東京帝国大学水産実験所が設置される[8]。
- 1955年（昭和30年） - 合併に伴い、渥美町大字伊川津となる[8]。
- 2005年（平成17年）10月1日 - 合併に伴い、田原市伊川津町となる。

### 史跡
- 伊川津貝塚（愛知県史跡）[5]
- 大本貝塚[7]
- 青山貝塚[9]

字伊井新田地内に所在する。古墳時代の遺跡であり、貝塚のほか製塩遺跡を含む。1949年（昭和24年）および1967年（昭和42年）に発掘調査が実施され、渥美式製塩土器などが出土している。

## 世帯数と人口
2015年（平成27年）10月1日現在の世帯数と人口は以下の通りである。
| 町丁     | 世帯数  | 人口  |
| -------- | ------- | ----- |
| 伊川津町 | 176世帯 | 595人 |

### 人口の変遷
国勢調査による人口の推移
| 2005年（平成17年） | 705人 | [ 10 ] |  |
| 2010年（平成22年） | 630人 | [ 11 ] |  |
| 2015年（平成27年） | 595人 | [ 2 ]  |  |

## 学区
市立小・中学校に通う場合、学区は以下の通りとなる。また、公立高等学校に通う場合の学区は以下の通りとなる。
| 番・番地等 | 小学校           | 中学校               | 高等学校 |
| ---------- | ---------------- | -------------------- | -------- |
| 全域       | 田原市立泉小学校 | 田原市立赤羽根中学校 | 三河学区 |

## 交通

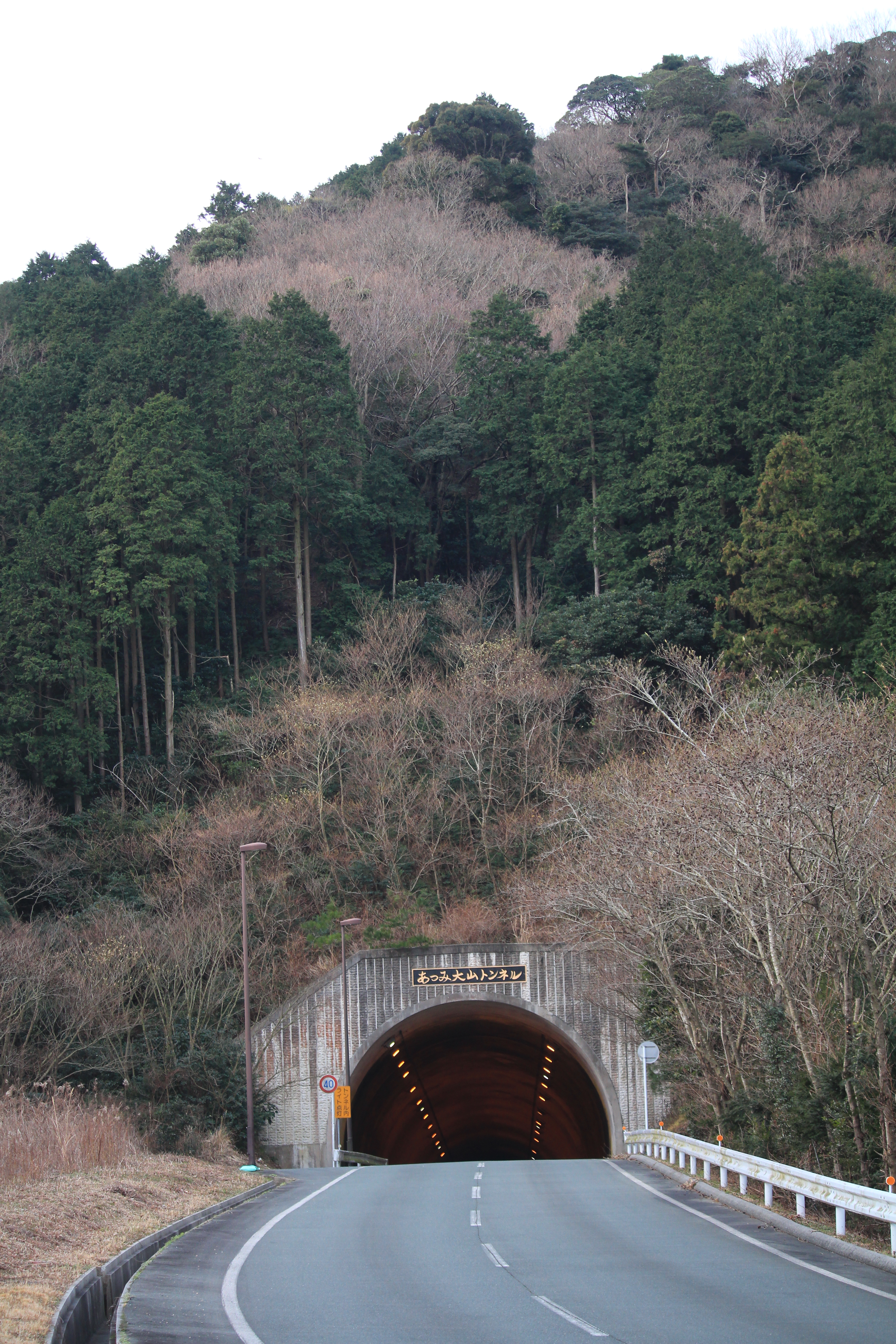
市道土田伊川津線（渥美農免道路）のあつみ大山トンネル北口

- 国道259号（田原街道）[5]
- 豊橋鉄道バス伊良湖本線伊川津停留所[5]
- 愛知県道398号高松石神線
- 市道土田伊川津線（渥美農免道路） - 2002年にあつみ大山トンネルが開通し、同町と同市和地町とを結んだ[14]。

## 施設

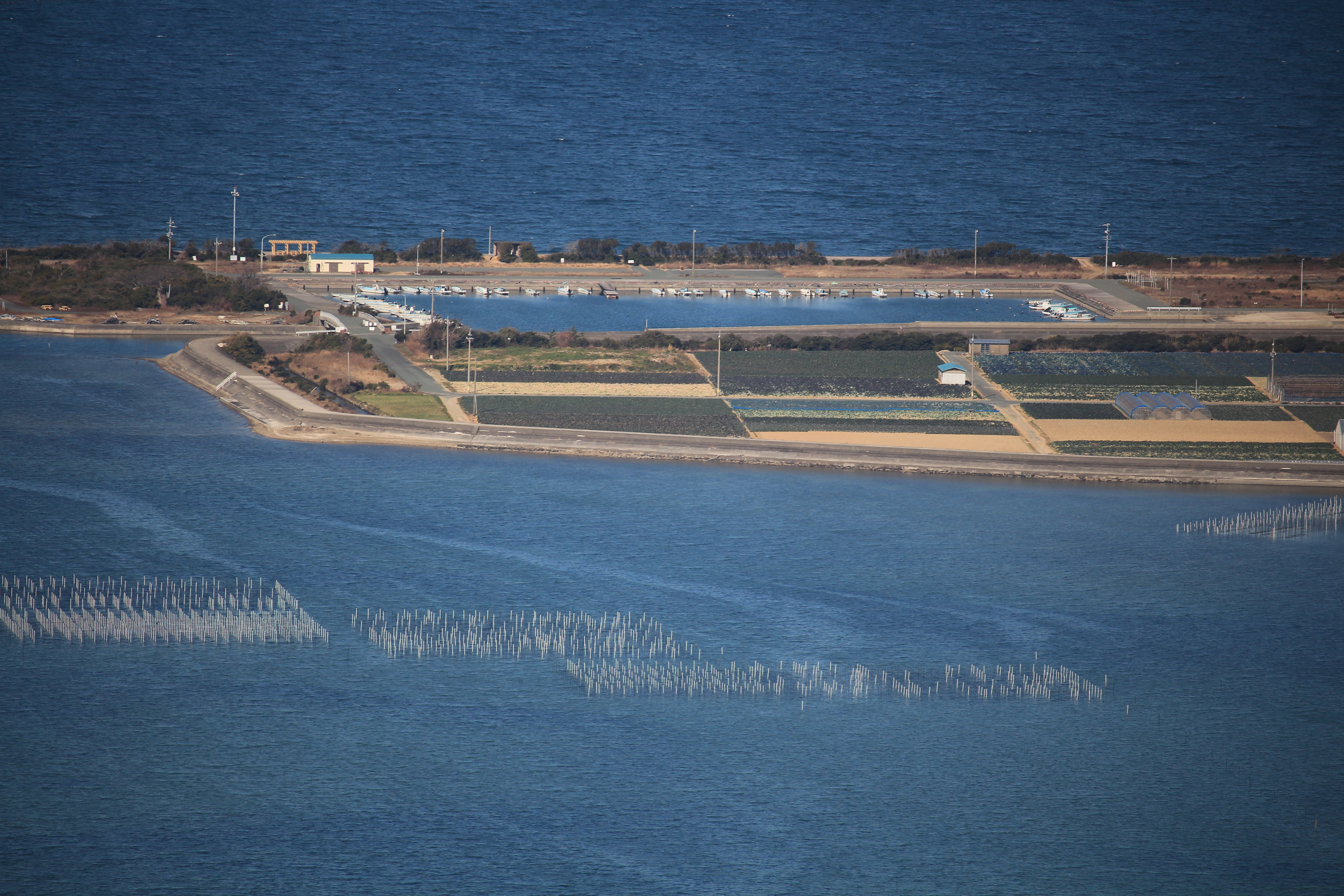
伊川津漁港
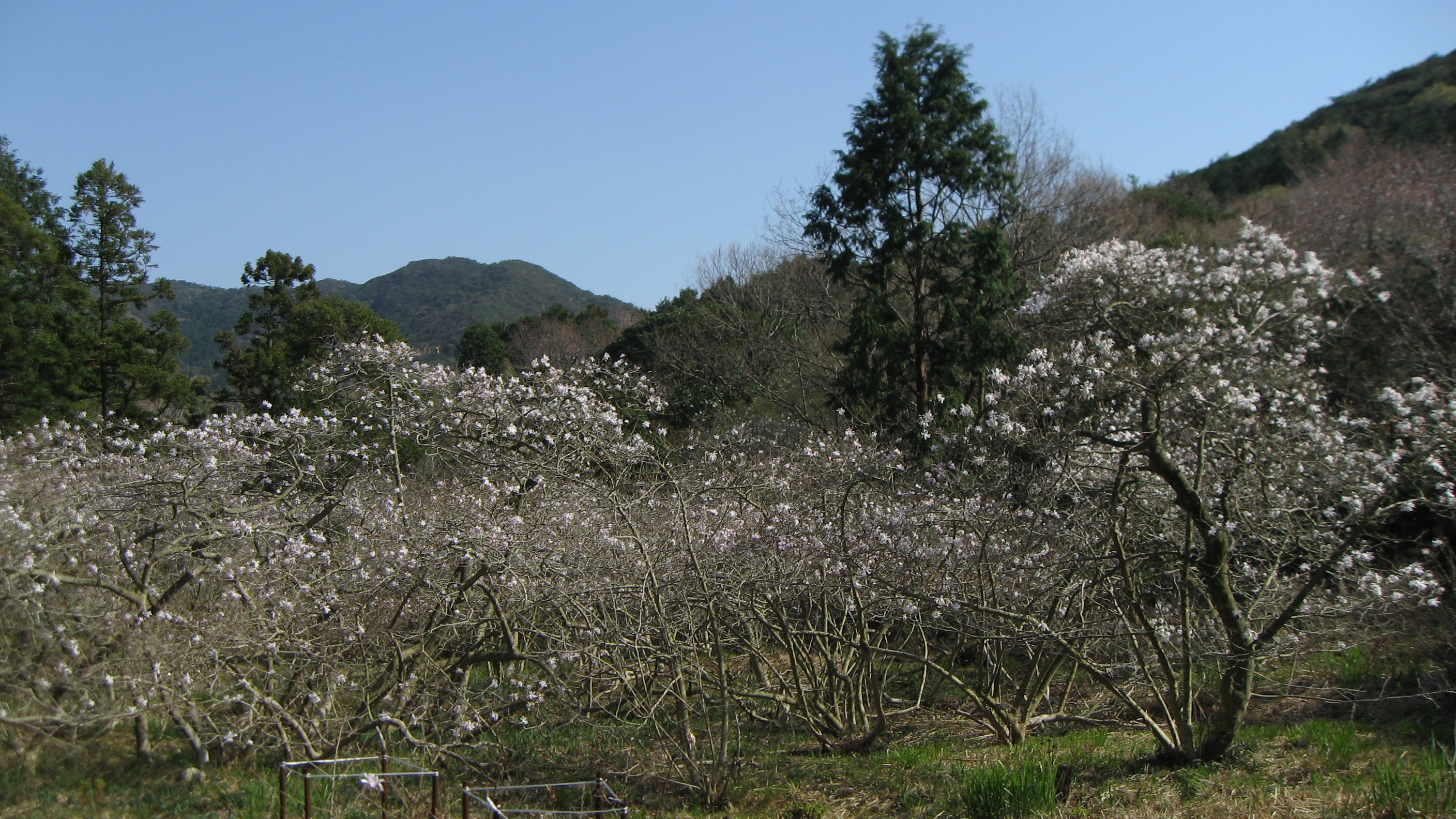
椛のシデコブシ自生地 （国の天然記念物）

- 神明社[5]
- 曹洞宗般若寺[5]

山号は神護山。十一面観世音菩薩を本尊としている。文徳天皇の皇子がここに居住したと伝えられる。
- 海蔵寺[5]

文徳天皇の皇子が居住したとされる平安時代初期の創建であるとされる。
- 椛のシデコブシ自生地（国の天然記念物）[5]
- 伊川津のシデコブシ（県の天然記念物）[15]

- 伊川津漁港
- 椛のシデコブシ自生地
（国の天然記念物）

## その他

### 日本郵便
- 郵便番号 : 441-3604[3]（集配局：渥美郵便局[16]）。